# Военная академия РВСН имени Петра Великого
Военная академия Ракетных войск стратегического назначения имени Петра Великого (ВА РВСН) — командное и политехническое высшее военное учебное заведение Ракетных войск стратегического назначения России, крупный научно-исследовательский центр в области военной и технической науки.
С 2015 года находится в Московской области в городском округе Балашиха. Начальник академии — генерал-лейтенант Афонин Игорь Сергеевич.

## История и вклад в развитие военной науки
Является одним из ведущих заведений высшего военного и высшего технического отечественного образования. В течение почти двух веков неоднократно меняла предназначение и, соответственно, наименования. В настоящее время считается лучшим политехническим и самым передовым заведением высшего военного образования, выпускающее высококвалифицированных специалистов. Ведёт свою историю от офицерских классов Артиллерийского училища, официально открытого 25 ноября (по старому стилю) — 7 декабря (н.с.) 1820 года в Санкт-Петербурге. В 1845 году училищу присвоено наименование Михайловского. С 1855 года — Михайловская артиллерийская академия; с 1919 года — Артиллерийская академия РККА; с 1925 года — Военно-техническая академия РККА; с 1926 года — Военно-техническая академия имени Ф. Э. Дзержинского; с 1932 года — Военная артиллерийская академия РККА; с 1934 года — Артиллерийская академия РККА имени Ф. Э. Дзержинского. В 1938 году переведена в Москву, в 1941—1944 годах дислоцировалась в городе Самарканде (Узбекская ССР). В 1945 году в академии был создан факультет реактивного вооружения и была начата подготовка инженеров-ракетчиков. В 1953 году произошло разделение на две академии — Военная артиллерийская инженерная академия имени Ф. Э. Дзержинского с дислокацией в г. Москве и Военная артиллерийская академия имени М. И. Калинина в историческом здании Михайловской артиллерийской академии в Ленинграде, ныне Санкт-Петербурге.
24.03.1960 года введена в состав РВСН. С 1963 года — Военная инженерная академия имени Ф. Э. Дзержинского; с 1972 года — Военная академия имени Ф. Э. Дзержинского; с 25 августа 1997 года — Военная академия РВСН имени Петра Великого. В 1998 году постановлением Правительства РФ № 1009 реорганизована в Военную академию Ракетных войск стратегического назначения имени Петра Великого с филиалом в городе Кубинка (бывшим Московским высшим училищем радиоэлектроники противовоздушной обороны). В 2008 году на правах обособленных формирований (фактически — филиалы) в рамках реформы военного образования по распоряжению Правительства РФ в состав академии вошли Серпуховский военный институт ракетных войск и Ростовский военный институт ракетных войск имени Главного маршала артиллерии М. И. Неделина.
Михайловская военная артиллерийская академия длительный период была центром по развитию теории оружия, выработке основ проектирования и производства огнестрельных, ракетных, минно-взрывных устройств — средств поражения и уничтожения противника. Всемирную известность завоевали труды Н. В. Маиевского, К. И. Константинова, А. В. Гадолина, Д. К. Чернова, С. И. Мосина, Г. А. Забудского, В. Н. Ипатьева, М. М. Поморцева, В. М. Трофимова, Н. Ф. Дроздова, Д. А. Вентцеля, И. П. Граве, М. Е. Серебрякова и др.
Академия подчиняется Командующему Ракетными войсками стратегического назначения Российской Федерации.

## Подготовка военных кадров
Особой отличительной чертой академии является наличие в её деятельности двух составляющих: командной и инженерной.
Академия осуществляет подготовку военных кадров на трёх уровнях.
Первый уровень — высшее военно-специальное образование: курсанты академии за время обучения приобретают квалификацию инженера по специальностям механического, электротехнического, электронного, радиотехнического, химического, баллистического, математического профилей. Впервые в Вооружённых Силах России при академии открыт факультет православной культуры.
Второй уровень — высшее военное образование: подготовка и повышение квалификации руководящих командных и инженерных кадров полкового, дивизионного и армейского звеньев управления.
Третий уровень — подготовка научно-педагогических кадров:.
В академии работают более 20 военно-специальных научных школ.
В 1945—1960 годах в академии учились офицеры из ряда социалистических стран (Болгария, Венгрия, ГДР, КНДР, КНР, Монголия, Польша, Румыния, Чехословакия, Югославия). С передачей академии в РВСН в 1960 году и повышением секретности её работы было решено направление в неё иностранцев прекратить.

## Начальники
- генерал-лейтенант Засядько Александр Дмитриевич (1820—1827)
- инженер-генерал Опперман Карл Иванович (1827—1831)
- генерал от артиллерии Сухозанет Иван Онуфриевич (1832—1836)
- генерал-лейтенант Долгоруков Илья Андреевич (1836—1849)
- генерал от инфантерии Ростовцев Яков Иванович (1849—1853)
- генерал от артиллерии Резвой Орест Павлович (1853—1857)
- генерал от артиллерии Крыжановский Николай Андреевич (1857—1861)
- генерал от артиллерии Платов Александр Степанович (1861—1871)
- генерал-лейтенант Рот Константин Иванович (1871—1881)
- генерал от артиллерии Демьяненков Николай Афанасьевич (1881—1899)
- генерал от артиллерии Валевачев Степан Прокопьевич (1900—1903)
- генерал от артиллерии Чернявский Василий Тимофеевич (1903—1917)
- генерал-лейтенант Петрович Сергей Георгиевич (1917—1923)
- полковник Грендаль Владимир Давыдович (1923—1924)
- Исаев Михаил Михайлович (1924—1931)
- командарм 2-го ранга Седякин Александр Игнатьевич (1931—1932)
- комдив Тризна Дмитрий Дмитриевич (1932—1937)
- генерал-лейтенант артиллерии Сивков Аркадий Кузьмич (1937—1941)
- генерал-лейтенант артиллерии Говоров Леонид Александрович (1941)
- генерал-майор артиллерии Благонравов Анатолий Аркадьевич (1941—1942)
- генерал-лейтенант артиллерии Сидоров Сергей Петрович (1942—1945)
- генерал-полковник артиллерии Хохлов Василий Исидорович (1945—1950)
- генерал-лейтенант артиллерии Полуэктов Георгий Васильевич (1950—1953)
- маршал артиллерии Одинцов Георгий Федотович (1953—1969)
- генерал-полковник Тонких, Фёдор Петрович (1969—1985)
- генерал-полковник Котловцев Николай Никифорович (1985—1988)
- генерал-полковник Плотников Юрий Иванович (1989—1997)
- генерал-полковник Соловцов Николай Евгеньевич (1997—2001)
- генерал-лейтенант Кириллов Юрий Фёдорович (2001—2009)
- генерал-лейтенант Захаров Владимир Леонидович (2009—2010)
- генерал-лейтенант Фёдоров Виктор Анатольевич (2010—2016)
- генерал-лейтенант Сивер Сергей Викторович (2016—2019)
- генерал-майор Михолап Леонид Александрович (2019—2021)
- генерал-лейтенант Афонин Игорь Сергеевич (с 2021)

## Награды
- орден Ленина (1938 год) — за большие заслуги в деле подготовки командиров и инженеров-артиллеристов, в ознаменование 20-й годовщины Академии
- орден Суворова I степени (1945 год) — за выдающиеся успехи в деле подготовки высококвалифицированных артиллерийских кадров для Красной Армии, боевые заслуги перед Родиной и в связи со 125 годовщиной со дня образования
- орден Октябрьской революции (1970 год) — за большие заслуги в деле подготовки высококвалифицированных командных, инженерных и научно-педагогических кадров, в развитии науки и техники
- орден Жукова (2020 год) — за заслуги в укреплении обороноспособности страны и подготовке квалифицированных военных кадров